# Reine Wisell
Reine Tore Leif Wisell (Motala, 30 settembre 1941 – Pattaya, 20 marzo 2022) è stato un pilota automobilistico svedese, che corse anche in Formula 1.
Campione svedese di Formula 3 nel 1967, aveva uno stile di guida regolare e costante. Nel 1970 fece il suo esordio nella massima serie automobilistica, in cui ottenne un terzo posto come miglior risultato, correndo per Lotus, BRM e March. Terminata l'esperienza in Formula 1 nel 1974, si dedicò soprattutto a gare a ruote coperte fino al ritiro, avvenuto durante gli anni ottanta.

## Carriera

### Gli inizi

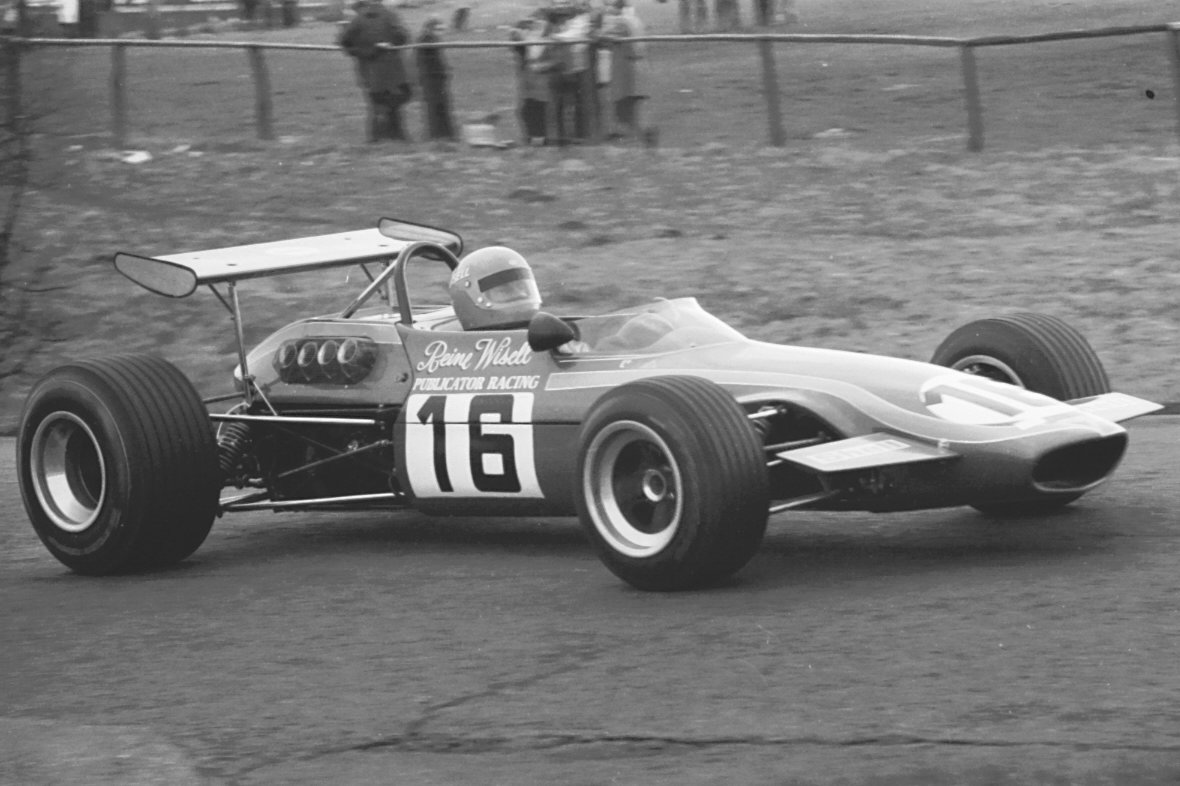
Wisell impegnato in una gara extra campionato di Formula 2 nel 1970.

Wisell cominciò la propria carriera nell'automobilismo nel 1962, quando guidando una Mini Cooper prese parte a diverse gare locali. Nel 1966 fece il proprio esordio nel campionato nazionale di Formula 3, vincendo due appuntamenti minori. Fu anche istruttore di Ronnie Peterson, all'epoca giovane pilota di Formula K che aspirava ad ottenere la licenza per correre nelle serie superiori dell'automobilismo. L'anno seguente Wisell si impose nel campionato di Formula 3. Impegnato alla guida di una Tecno nel 1968, Wisell cominciò a dedicarsi, a partire dal 1969 anche alle gare con vetture sport, mentre in Formula 3 si ritrovò a rivaleggiare spesso con Peterson, che si laureò campione sia dell'edizione 1968 che di quella successiva.
Nel 1970 Wisell continuò a disputare gare per vetture sport e fece il suo esordio in Formula 5000, cogliendo un secondo posto all'esordio a Silverstone e vincendo gli appuntamenti di Hockenheim e Oulton Park.

### Formula 1
Visti i buoni risultati la Lotus decise di assumerlo come secondo pilota al posto di John Miles per le ultime gare della stagione 1970. Lo svedese colse un terzo posto al debutto, al Gran Premio degli Stati Uniti e gli venne proposto un contratto anche per l'anno seguente che il pilota firmò.
Il 1971 si rivelò però molto deludente per Wisell e la Lotus, soprattutto a causa di una vettura molto innovativa, dotata di propulsione a turbina e trazione sulle quattro ruote. La 56B, infatti, era un adattamento del modello 56 che aveva corso ad Indianapolis e, oltre ad essere molto pesante, aveva consumi elevati. Venne quindi riadottata la 72, ma lo svedese non andò oltre alcuni piazzamenti, per un totale di nove punti. Il suo compagno di squadra, Emerson Fittipaldi, ne ottenne invece sedici. L'unica soddisfazione stagionale fu la vittoria del Gran Premio di Pau, corsa extra campionato. Colin Chapman decise, però, di non rinnovargli il contratto, preferendogli Dave Walker, e Wisell si trasferì alla BRM. Gli scarsi risultati ottenuti dal pilota australiano fecero sì che lo svedese venisse richiamato alla Lotus per due gare, in cui non andò oltre un dodicesimo posto, fallendo la possibilità di rilanciare la sua carriera. La stagione 1972 era stata infatti fino a quel momento deludente soprattutto a causa della scarsa competitività del mezzo e della mancanza di organizzazione del suo team.
Negli anni seguenti fece solo poche apparizioni sporadiche, senza mai giungere al traguardo.

#### Risultati completi in Formula 1
| 1970 | Scuderia | Vettura |  |  |  |  |  |  |  |  |  |  |  |   |    |  |  | Punti | Pos. |
| ---- | -------- | ------- |  |  |  |  |  |  |  |  |  |  |  | - | -- |  |  | ----- | ---- |
| 1970 | Lotus    | 72C     |  |  |  |  |  |  |  |  |  |  |  | 3 | NC |  |  | 4     | 16º  |

| 1971 | Scuderia | Vettura       |   |    |     |    |   |    |   |   |  |   |     |  |  |  |  | Punti | Pos. |
| ---- | -------- | ------------- | - | -- | --- | -- | - | -- | - | - |  | - | --- |  |  |  |  | ----- | ---- |
| 1971 | Lotus    | 72C, 72D, 56B | 4 | NC | Rit | SQ | 6 | NC | 8 | 4 |  | 5 | Rit |  |  |  |  | 9     | 12º  |

| 1972 | Scuderia    | Vettura         |     |  |     |     |  |     |  |     |  |    |     |    |  |  |  | Punti | Pos. |
| ---- | ----------- | --------------- | --- |  | --- | --- |  | --- |  | --- |  | -- | --- | -- |  |  |  | ----- | ---- |
| 1972 | BRM e Lotus | P153, P160, 72D | Rit |  | Rit | Rit |  | Rit |  | Rit |  | 12 | Rit | 10 |  |  |  | 0     |      |

| 1973 | Scuderia | Vettura              |  |  |  |  |  |  |    |     |  |  |  |  |  |  |  | Punti | Pos. |
| ---- | -------- | -------------------- |  |  |  |  |  |  | -- | --- |  |  |  |  |  |  |  | ----- | ---- |
| 1973 | C.M.G.D. | March 731, March 721 |  |  |  |  |  |  | NP | Rit |  |  |  |  |  |  |  | 0     |      |

| 1974 | Scuderia | Vettura   |  |  |  |  |  |  |     |  |  |  |  |  |  |  |  | Punti | Pos. |
| ---- | -------- | --------- |  |  |  |  |  |  | --- |  |  |  |  |  |  |  |  | ----- | ---- |
| 1974 | March    | March 741 |  |  |  |  |  |  | Rit |  |  |  |  |  |  |  |  | 0     |      |

| Legenda | 1º posto     | 2º posto | 3º posto    | A punti         | Senza punti/Non class.  | Grassetto – Pole position Corsivo – Giro più veloce |
| Legenda | Squalificato | Ritirato | Non partito | Non qualificato | Solo prove/Terzo pilota | Grassetto – Pole position Corsivo – Giro più veloce |

### Dopo la Formula 1
Nel 1973 prese parte ad alcune gare extra campionato di Formula 2 vincendo la gara al Nürburgring. Vista l'impossibilità di proseguire la sua carriera in Formula 1 decise di dedicarsi alle gare con vetture sport. Prese infatti parte alla 24 Ore di Le Mans, pur senza concludere l'evento, nel 1974 e passò la seconda parte degli anni settanta a gareggiare nel Gruppo 2 e prese parte al campionato svedese SuperStar concludendo secondo nel 1977. Negli anni ottanta sparì lentamente dal mondo dell'automobilismo, prendendo parte solamente alla serie SuperSport per vetture storiche a partire dal 1985.
Ritiratosi dall'automobilismo professionistico ha aiutato i piloti svedesi durante i test invernali.